# Мери Пиърс
Мери Пиърс (на английски: Mary Pierce) е професионална френска тенисистка. Тя е родена в Монреал, Квебек, Канада на 15 януари 1975 г.
Започва да тренира тенис на 10-годишна възраст, а на 14 вече е професионалистка.

## Успехи
- Ролан Гарос
Първо място: 2000
Второ място: 1994
- Открито първенство на Австралия
Първо място: 1995
Второ място: 1997